# Жемчужников, Фёдор Аполлонович
Фёдор Аполлонович Жемчужников (1808 — не ранее 1864) — русский государственный деятель, действительный статский советник; черниговский, курский и подольский вице-губернатор.

## Биография
Сын А. С. Жемчужникова. Родился в 1808 году; в службу вступил 20 августа 1830 года после окончания Московского университета. Служил сначала в канцелярии Санкт-Петербургского генерал-губернатора, затем в Министерстве финансов.
В 1836 году был назначен инспектором Ларинской гимназии; 26 марта 1842 года был произведён в коллежские советники и в 1844 году назначен директором училищ Полтавской губернии. Уже в чине статского советника, 20 апреля 1856 года он был назначен на должность вице-губернатора в Черниговскую гимназию и 17 апреля 1858 года был произведён в действительные статские советники; 27 февраля 1859 года переведён на такую же должность в Курскую губернию, а 16 марта 1862 года — в Полтавскую губернию, где пребывал до 6 ноября 1864 года. Дальнейшая судьба неизвестна.
Был награждён в 1864 году орденом Св. Анны 1-й степени; имел знак отличия за XX лет службы.
Был женат на Елене Павловне Могилевской (1821—1869), которая была похоронена в московском Донском монастыре.